# Carl Ludwig Sigmund
Carl Ludwig Sigmund Ritter von Ilanor, född 27 augusti 1810 i Schässburg, död 1 februari 1883 i Padua, var en österrikisk läkare.
Sigmund blev 1837 medicine doktor i Budapest och 1843 docent samt var 1849-83 professor i syfilidologi vid Wiens universitet. Han var en av sin tids främsta syfilidologer, och han inlade stora förtjänster i avseende på en riktig uppfattning av syfilis som folksjukdom och om dess behandling. Också inom balneologin, klimatologin och epidemiologin vann han ett berömt namn och arbetade för radikala reformer i det då rådande karantänsväsendet.